# Șîbene, Borodeanka
Șîbene (în ucraineană Шибене) este localitatea de reședință a comunei Șîbene din raionul Borodeanka, regiunea Kiev, Ucraina.

## Demografie
Componența lingvistică a localității Șîbene
     Ucraineană (96,11%)
     Rusă (3,32%)
     Alte limbi (0,34%)
Conform recensământului din 2001, majoritatea populației localității Șîbene era vorbitoare de ucraineană (96,11%), existând în minoritate și vorbitori de rusă (3,32%).